# Hyphydrus schillhammeri
Hyphydrus schillhammeri är en skalbaggsart som beskrevs av Shaverdo 2007. Hyphydrus schillhammeri ingår i släktet Hyphydrus och familjen dykare. Inga underarter finns listade i Catalogue of Life.